# Staurodiscus cirrus
Staurodiscus cirrus is een hydroïdpoliepensoort uit de familie van de Laodiceidae. De wetenschappelijke naam van de soort is voor het eerst geldig gepubliceerd in 2010 door Huang, Xu, Guo & Qiu.